# Lê Phước Vũ
Lê Phước Vũ (sinh ngày 28 tháng 5 năm 1963) là một doanh nhân người Việt Nam. Ông hiện là Chủ tịch Tập đoàn Hoa Sen.

## Tiểu sử
Lê Phước Vũ sinh ngày 28 tháng 5 năm 1963 tại Quy Nhơn, Bình Định. Cha mẹ ông quê ở Điện Bàn, Quảng Nam. Từ năm 1975 đến năm 1979, ông trở về Quảng Nam sinh sống. Năm 1979, ông theo học tại Trường Trung cấp Giao thông Phú Tài, Quy Nhơn, Bình Định.

## Sự nghiệp
- 1983 Về Tây Ninh làm việc cho một công ty vận tải ở Tây Ninh.
- 1994 Mở cửa hàng bán tôn.
- 1997 Mở xưởng cán tôn.
- 2001 Thành lập Công ty Cổ phần Tôn Hoa Sen với vốn điều lệ 30 tỷ đồng và 22 nhân viên, sản xuất các sản phẩm tấm lợp kim loại, tôn mạ màu, tôn mạ kẽm, tấm lợp kinh loại, gỗ thiếp, nhựa...[1] và các loại vật liệu xây dựng khác.[3]
- Ngày 5 tháng 12 năm 2008, công ty cổ phần Tập đoàn Hoa Sen chính thức lên sàn chứng khoán với mã HSG. Vốn điều lệ ban đầu của công ty khoảng 570,4 tỷ đồng. Hiện, HSG đang lưu hành hơn 98 triệu cổ phiếu, tương đương mức vốn hóa thị trường gần 1.834 tỷ đồng.[1]

## Môi trường

### Dự án thép ở Cà Ná
Ngày 26 tháng 8 năm 2016, Lê Phước Vũ cam kết về dự án thép ở Cà Ná (Ninh Thuận): "Nếu xảy ra sự cố môi trường, tôi giao hết tài sản cho Nhà nước". Tại Hội nghị xúc tiến đầu tư vào tỉnh Ninh Thuận được tổ chức sáng 27 tháng 8 ở TP Phan Rang - Tháp Chàm (Ninh Thuận) trước sự chứng kiến của Thủ tướng Nguyễn Xuân Phúc và lãnh đạo các bộ ngành, lãnh đạo tỉnh Ninh Thuận và Tập đoàn Hoa Sen đã ký thỏa thuận hợp tác chiến lược với dự án khu liên hợp luyện cán thép Hoa Sen Cà Ná (công suất dự kiến 16 triệu tấn/năm) và một số dự án khác lên đến hơn 10 tỉ USD. Đầu tháng 4 năm 2017, chính phủ đã có phản hồi chính thức về dự án, theo đó sẽ tạm dừng đề xuất dự án này để làm rõ một số vấn đề.

### Dự án Khu du lịch tâm linh Đại Tùng Lâm - Hoa Sen
Công ty TNHH Đầu tư và Du lịch Hoa Sen bị phản ánh lấp suối, bạt đồi và xây dựng trên đất người khác, ngoài ra còn có dấu hiệu khai thác trái phép hàng triệu mét khối đất để phục vụ san lấp mặt bằng tại dự án Khu du lịch tâm linh Đại Tùng Lâm - Hoa Sen tại Thôn 2, xã Đạ M’ri, huyện Đạ Huoai, tỉnh Lâm Đồng.

## Đời tư
Ông Lê Phước Vũ theo Phật giáo, tham gia nhiều công tác từ thiện. Đặc biệt tháng 5/2013 ông đã chi ra hơn 36 tỷ đồng để mời Nick Vujicic.
Vợ cũ của ông Lê Phước Vũ là bà Hoàng Thị Xuân Hương, tuy nhiên hai người hiện đã li dị. Vợ hiện tại của ông là bà Trần Mỹ Hạnh, em của người mẫu Thủy Hương (vợ Bộ trưởng Công thương Trần Tuấn Anh).

### Tuyên bố
Ông Vũ tuyên bố sẽ rút khỏi công ty vào năm 2026, nhân dịp kỷ niệm 25 năm thành lập: "Chắc chắn sau đó tôi sẽ xuất gia, sống cuộc đời phạm hạnh (trong sạch, thanh tịnh) của một người tu hành. Tôi sẽ ra đi khi tròn trách nhiệm, chứ không phải ra đi để gom một mớ tiền", ông Vũ nói và nhấn mạnh đây là ước mong từ năm 30 tuổi và không gì có thể lay chuyển.